# معامله با شیطان
معامله با شیطان (به انگلیسی: Deal with the Devil) (که پیمان با شیطان، معاملهٔ فاوستی و معاملهٔ مفیستوفلسی هم گفته می‌شود) پیمانی است که بین یک شخص و شیطان یا یک دمون بسته می‌شود. به موجب این پیمان شخص یک چیز با ارزش اخلاقی یا معنوی مانند ارزش‌های شخصی یا روحش را در ازای برخی منافع دنیوی یا مادی مانند دانش، قدرت یا ثروت به شیطان می‌فروشد. این موضوع ریشه در افسانهٔ دکتر فاوست و شخصیت مفیستوفلس و باور سنتی مسیحیان به افسونگری دارد.
در دوره‌های مختلف افراد، آثار و مکان‌های گوناگون به مقولهٔ معامله با شیطان مربوط دانسته شده‌اند از جمله ده‌ها پل باستانی واقع در اروپا، نوازندگان چیره‌دستی همچون تارتینی و پاگانینی و در زمانی نزدیک‌تر رابرت جانسون و قطعهٔ «بلوز تقاطع» و ارتباطش با افسانهٔ تقاطع‌ها.

## توصیف

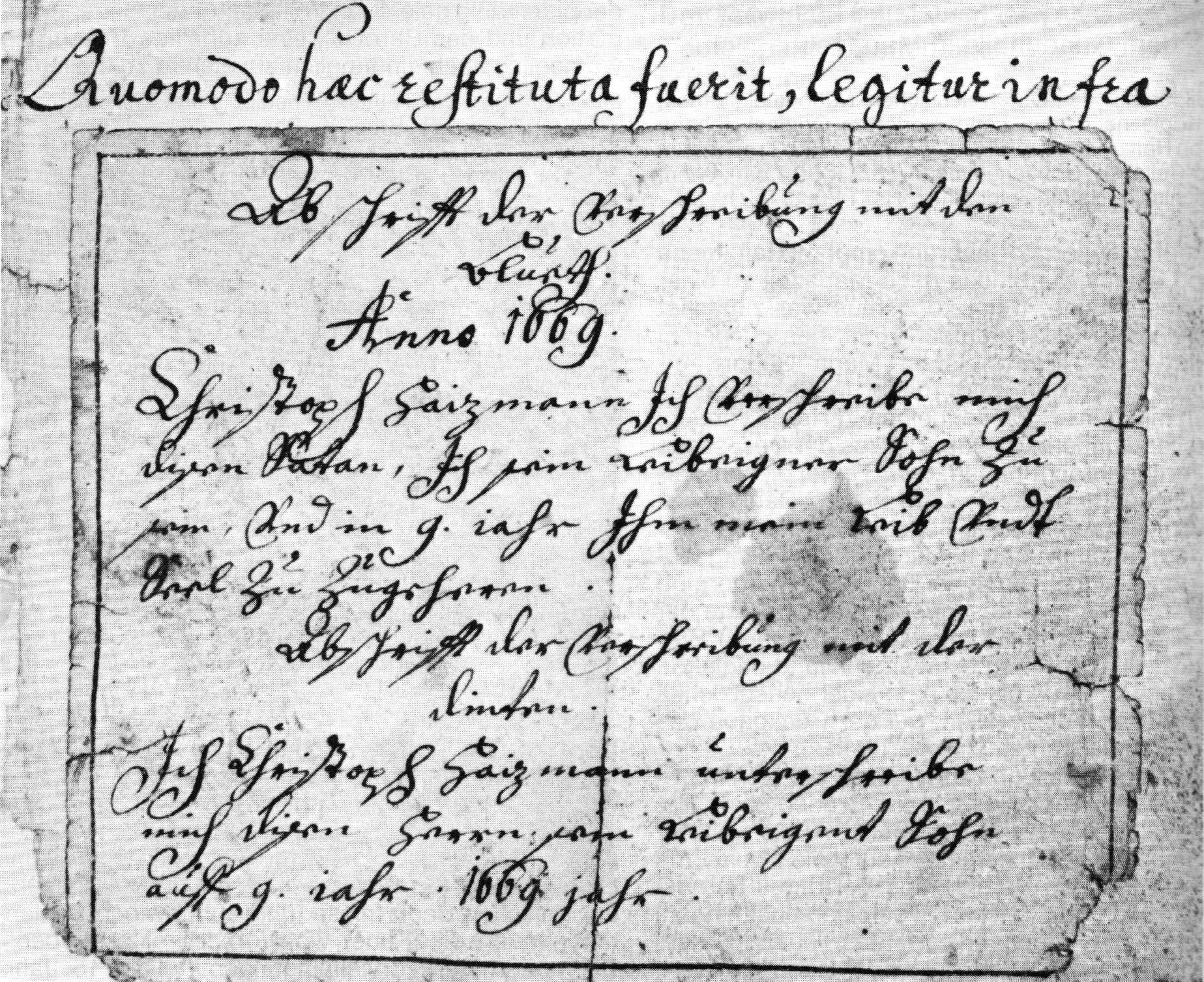
کُپی یک سند معامله با شیطان مربوط به کریستوف هایزمان در سال ۱۶۶۹ میلادی.

تصور عمومی بر این است افرادی که چنین پیمانی می‌بندند به شیاطین قول می‌دهند که کودکان تازه به‌دنیا آمده را بکشند یا آنها را به شیطان تقدیم کنند (در قرون وسطی و دورهٔ رنسانس به‌واسطهٔ تعدد کودکانی که در بدو تولد جان خود را از دست می‌دادند بسیاری از ماماها به این موضوع متهم می‌شدند)، در سبت‌های ساحران شرکت کنند، با شیاطین رابطهٔ جنسی برقرار کنند و یک سوکوبوس را باردار کنند یا از یک اینکوبوس بچه‌دار شوند.
پیمان می‌تواند شفاهی یا مکتوب باشد. یک پیمان شفاهی ممکن است (به قصد جلب توجه شیاطین) با استفاده از دعاها، اوراد یا تشریفات به‌خصوصی منعقد شود. هنگامی که احضارکننده تصور می‌کند شیطان حضور دارد، درخواست لطفی از جانب او کرده و در عوض روح خود را تقدیم می‌کند و هیچ مدرکی هم باقی نمی‌ماند. اما به گفتهٔ برخی شکارچیان ساحره در روند پیمان شفاهی، شیطان شخص را لمس کرده و به این واسطه علامتی پاک نشدنی در بدن او به‌جا می‌گذارد که حکم مهر و موم پیمان را دارد. کاربرد این علامت می‌تواند وجود مدرکی برای اثبات انعقاد پیمان باشد. آن‌ها معتقدند شخص معامله‌گر در نقطهٔ علامت‌گذاری شده هیچ دردی احساس نمی‌کند. یک پیمان مکتوب شامل همان ملزومات جذب‌کنندهٔ شیطان به‌علاوهٔ نوشتاری است که معمولاً احضارکننده آن را با خون خود امضا می‌کند. گرچه گاهی اوقات ادعا شده که تمام مفاد پیمان باید با خون نوشته شود برخی از شیطان‌شناسان استفاده از جوهر قرمز به جای خون را توصیه کرده‌اند و برخی دیگر معتقدند به جای خون انسان می‌توان از خون حیوانات استفاده کرد.
بر اساس اطلاعات شیطان‌شناسی برای فراخوانی هر دمون ماه، روز، هفته و ساعت خاصی وجود دارد، بنابراین دعوت به پیمان باید در زمان مناسب انجام شود. همچنین از آنجایی که هر دمون عملکرد به‌خصوصی دارد، بسته به آنچه که احضارگر قرار است طلب کند، شیطان خاصی فراخوانده می‌شود.
در روایتی از انجیل‌های هم‌نوا گفته شده شیطان به عیسی پیشنهاد کرد در ازای خدمت به او به جای خدا، ثروت و جلال و جبروت دنیوی دریافت کند اما عیسی با رد پیشنهادهای شیطان به‌عنوان مسیح به سفرهایش ادامه داد.

## برخی موارد ادعا شده

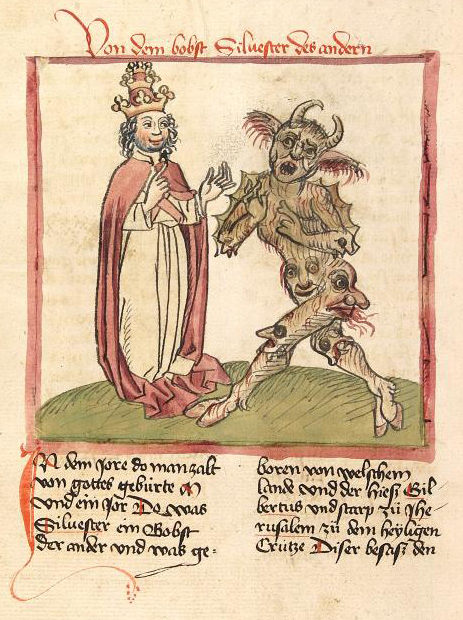
تصویرگری از ملاقات سیلوستر دوم و شیطان

- پاپ سیلوستر دوم (۹۴۶–۱۰۰۳ میلادی)، محقق و دانشمند برجسته‌ای در زمان حیات خود بود که ریاضیات و آسترولوژی را در کوردوبا و سویل (شهرهای مسلمان آن زمان اسپانیا) فرا گرفته بود. بلافاصله پس از مرگ سیلوستر، افسانه‌هایی در مورد نبوغ او و تأثیری که برهم‌عصرانش گذاشت پدیدار شد.[۸] به ادعای ویلیام مالمسبری و کاردینال بنو، سیلوستر دوم با استفاده از یک کتاب طلسمات که از یک فیلسوف عرب به سرقت رفته بود جادوگری را آموخت.[۹] پس از آن‌که عشق زمینی سیلوستر رهایش کرد با دمون مؤنثی به نام «مریدیانا» پیمانی بست و با کمک او توانست بر صندلی پاپ تکیه بزند (افسانهٔ دیگری می‌گوید که او با تاس‌بازی با شیطان به این مقام رسید).[۱۰]
- در سدهٔ شانزدهم میلادی معلم اسکاتلندی جوانی به‌نام جان فیان بود که نبوغ فراوانی داشت اما در ارتباط برقرار کردن با خانم‌ها مشکل داشت. زمانی که فیان عاشق خواهر بزرگ‌تر یکی از شاگردانش شد به آن پسر رشوه داد تا سه تار موی خواهرش را برای او بیاورد و به این وسیله دختر جوان را طلسم کند. پسر به جای موهای خواهرش، موهای گاوشان را به فیان داد. صبح روز بعد گاو از در مدرسه داخل شد و به دامان فیان پرید و او را لیسید و در آغوش گرفت. پس از آن هر کجا که فیان می‌رفت حیوان هم همراهش می‌رفت. مقامات محلی که متوجه رفتار عجیب گاو شده بودند فیان را برای بازجویی آوردند و آن‌قدر شکنجه کردند تا اعتراف کرد که قدرت جادویی خود را از شیطان گرفته‌است. پس از اعتراف اولیهٔ فیان، مقامات از او خواستند که نام سایر افراد شهر که جادوگر بودند را بنویسد. او هیچ نامی را یادداشت نکرد و به خواب رفت. وقتی از خواب بیدار شد به نگهبانان گفت که شیطان در خواب بر او ظاهر شده و مراتب نارضایتی و خشمش را به او اعلام کرده‌است. آن شب فیان از زندان گریخت و وقتی دوباره گرفتار شد گفت که زیر شکنجه‌ها در مورد معامله با شیطان مجبور به اعتراف دروغین شده‌است. پس از آن دوباره او را شکنجه کردند و تمام اعضای بدنش را شکستند به‌شکلی که کاملاً فلج شد، سپس او را در آتش سوزاندند.[۱۱]

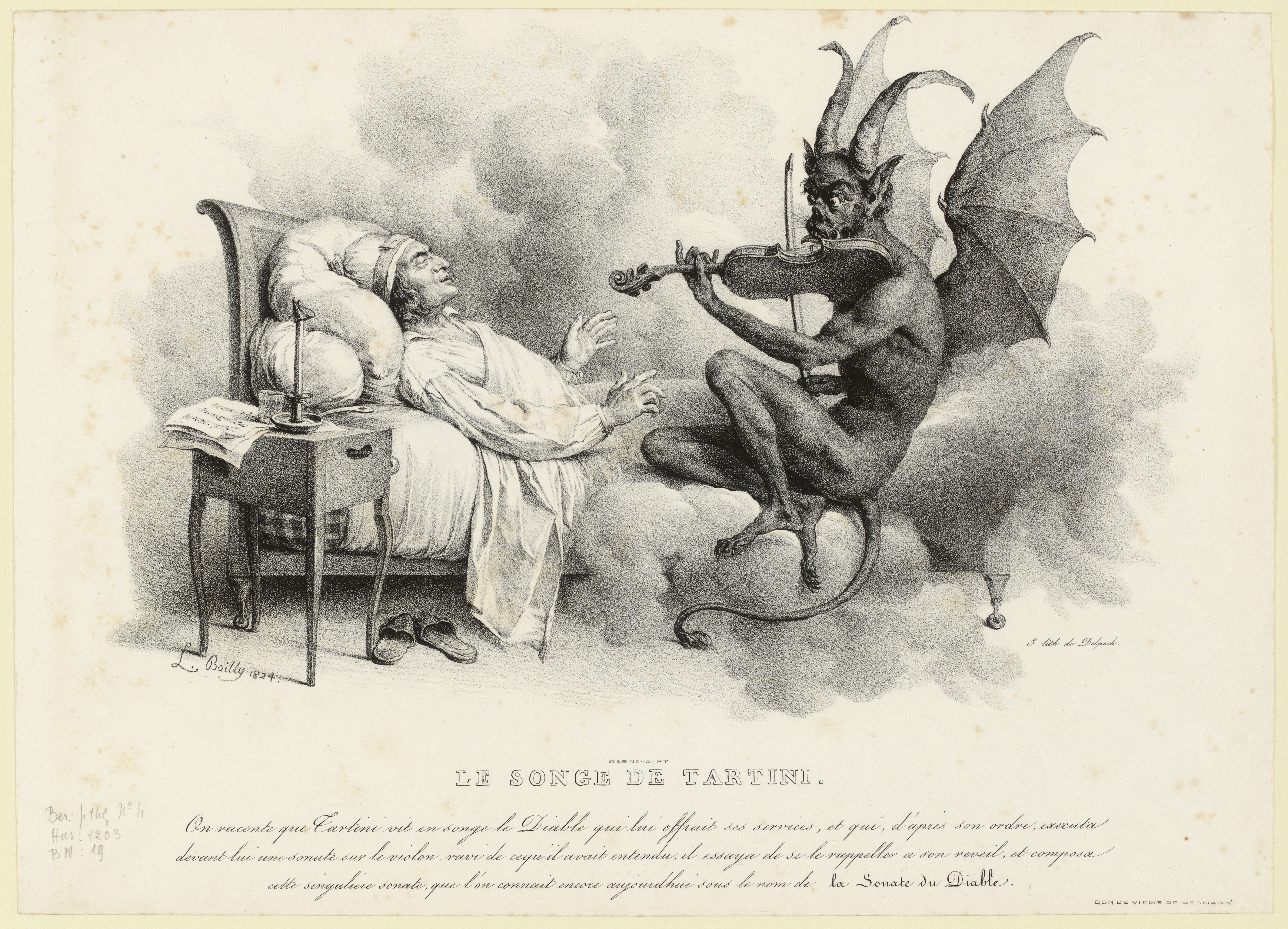
رؤیای تارتینی اثر لوئی-لئوپولد بوآلی (۱۸۲۴)

- جوزپه تارتینی به‌واسطهٔ نوشتن «سونات ویلون تحریر شیطان» از جمله افرادی‌ست که ادعا شده با شیطان معامله کرده‌است. این سونات که معروف‌ترین اثر تارتینی است اولین بار در سال ۱۷۹۸ (۲۸ سال پس از مرگ آهنگساز) منتشر شد. افسانه‌ای پیرامون این اثر وجود دارد مبنی بر این‌که تارتینی پس از ازدواج پنهانی با یکی از شاگردانش به صومعه پناه برد. چون در صومعه به‌خواب رفت شیطان به‌خوابش آمد و تارتینی از او خواست ویولن بنوازد. شیطان با اجرای یک سونات درخواست تارتینی را اجابت کرد. زمانی که تارتینی از خواب بیدار شد به تقلید از آنچه که شیطان نواخته بود، برای ویولن سوناتی ساخت. در یکی از نسخه‌های افسانه به پیمان بستن تارتینی با شیطان هم اشاره شده‌است.[۱۲] نقل قولی منسوب به تارتینی وجود دارد که گفته‌است سوناتش فقط سایه‌ای از چیزی است که در رؤیا دیده و ثبت تمام شور و حرارت اجرای شیطان از توانش خارج بوده‌است.[۱۳]
- نیکولو پاگانینی به‌واسطهٔ ظاهرش و اجراهای پرشور و مهارتش در نواختن قطعه‌های بسیار سریع به «ویلونیست شیطان» معروف شده‌بود و شایعاتی در مورد این‌که او برای رسیدن به چنین مرتبه‌ای با شیطان معامله کرده یا تجسمی از لوسیفر است وجود داشت.[۱۴] گمانهٔ دیگر این بود که در دوران کودکی پاگانینی، مادرش با شیطان پیمانی بسته و بر آن اساس توانایی بی‌نظیری در نوازندگی به او اعطا شده‌است. به‌نظر می‌رسد اولین شایعات زمانی آغاز شدند که یکی از شرکت کنندگان در کنسرت پاگانینی در وین ادعا کرد که شیطان را در حال یاری رساندن به او دیده‌است.[۱۵] زندانی شدن به جرم قتل و استفاده از رودهٔ زنان مقتول به‌جای سیم ویلون از دیگر اتهام‌هایی بود که به پاگانینی نسبت می‌دادند.[۱۶][۱۴] این ماجراها باعث شدند پس از مرگ پاگانینی در سال ۱۸۴۰ مقامات کلیسا اجازهٔ دفن او در گورستان مسیحیان را ندهند. جسد او مومیایی شد و برای یک سال در زیرزمین خانهٔ پسرش قرار گرفت تا اینکه در یک بیمارستان افراد جذامی به خاک سپرده شد. در سال ۱۸۷۶ بقایای جسد او به پارما برده و مجدداً دفن شد.[۱۷]